# Amerikaanse Maagdeneilanden op de Olympische Zomerspelen 1976
De Amerikaanse Maagdeneilanden namen deel aan de Olympische Zomerspelen 1976 in Montréal, Canada. Het was de derde deelname en net als bij de vorige deelnames werd geen medaille gewonnen.
De zeiler John Foster sr. en schutter Harold Frederick waren de enige deelnemers die voor de tweede keer deelnamen. De veertienjarige zwemster Shelley Cramer en atlete Rita Hendricks waren de eerste vrouwelijke olympische deelneemsters namens de Amerikaanse Maagdeneilanden.

## Deelnemers en resultaten
(m) = mannen, (v) = vrouwen 

### Atletiek
| Olympiër       | Discipline            | Resultaat | Prestatie            |
| -------------- | --------------------- | --------- | -------------------- |
| Ronald Russell | 100m (m)              | 59e       | serie 4: 7e in 11,22 |
| Harry Klein    | 20km snelwandelen (m) | 36e       | finale: 1:50.50,4    |
|                |                       |           |                      |
| Rita Hendricks | 100m (v)              | 38e       | serie 2: 6e in 13,51 |

### Boksen
| Olympiër         | Discipline | Resultaat | Prestatie                               |
| ---------------- | ---------- | --------- | --------------------------------------- |
| Marcelino Garcia | -67kg (m)  | 28e       | 1e ronde: V van KOR Seok-Kim: walk-over |
| Earl Liburd      | -71kg (m)  | 9e        | 2e ronde: V van CUB Garbey              |

### Schietsport
| Olympiër         | Discipline             | Resultaat | Prestatie                              |
| ---------------- | ---------------------- | --------- | -------------------------------------- |
| Harold Frederick | 50m geweer liggend (m) | 74e       | 571 pnt. (94 - 99 - 95 - 94 - 93 - 96) |
| Peter Hogan      | 50m geweer liggend (m) | 74e       | 571 pnt. (95 - 95 - 93 - 95 - 96 - 97) |
| Russell Johnson  | skeet (m)              | 65e       | kwalificatie: 168 punten               |
| Felix Navarro    | skeet (m)              | 66e       | kwalificatie: 165 punten               |

### Worstelen
| Olympiër        | Discipline            | Resultaat | Prestatie                                                               |
| --------------- | --------------------- | --------- | ----------------------------------------------------------------------- |
| Emille Kitnurse | -52kg vrije stijl (m) | 9e        | 1e ronde: V van ITA Bognanni: fall 2e ronde: V van KOR Hae-Seop: fall   |
| Ronald Joseph   | -68kg vrije stijl (m) | 9e        | 1e ronde: V van ISR Miron: fall 2e ronde: V van PUR Gonzalez: fall      |
| Ivan David      | -74kg vrije stijl (m) | 17e       | 1e ronde: V van FIN Övermark: fall 2e ronde: trok zich terug            |
| Wayne Thomas    | -90kg vrije stijl (m) | 9e        | 1e ronde: V van URS Tediasjvili: fall 2e ronde: V van FRG Neumair: fall |

### Zeilen
| Olympiër (deelname)                  | Discipline     | Resultaat | Prestatie                                                        |
| ------------------------------------ | -------------- | --------- | ---------------------------------------------------------------- |
| Art Andrew                           | finn klasse    | 27e       | 183 pnt. (30 - 29 - 30 - 30 - 28 - 31 - 31 - 32 - 32 = 215 pnt.) |
| John Foster sr. (2) Dan Morrison     | tempest klasse | 13e       | 101,7 pnt. (21 - 16 - 18 - 19 - 11,7 - 18 - 19 = 122,7 pnt.)     |
| Doug Graham Dick Johnson Tim Kelbert | soling klasse  | 24e       | 168 pnt. (30 - 30 - 28 - 27 - 28 - 27 - 28 = 198 pnt.)           |

### Zwemmen
| Olympiër (deelname) | Discipline           | Resultaat | Prestatie              |
| ------------------- | -------------------- | --------- | ---------------------- |
| Steven Newkirk      | 100m vrije slag (m)  | 35e       | serie 5: 7e in 55,43   |
| Steven Newkirk      | 200m vrije slag (m)  | 40e       | serie 4: 5e in 1.59,95 |
| Steven Newkirk      | 100m vlinderslag (m) | 40e       | serie 5: 8e in 1.01,46 |
| Steven Newkirk      | 200m vlinderslag (m) | 36e       | serie 2: 6e in 2.17,84 |
|                     |                      |           |                        |
| Shelley Cramer      | 100m vrije slag (v)  | 29e       | serie 1: 5e in 1.00,67 |
| Shelley Cramer      | 200m vrije slag (v)  | 35e       | serie 5: 7e in 2.14,94 |
| Shelley Cramer      | 100m vlinderslag (v) | 36e       | serie 3: 7e in 1.08,55 |

Amerikaanse Maagdeneilanden · Andorra · Antigua en Barbuda · Argentinië · Australië · Bahama's · Barbados · België · Belize · Bermuda · Bolivia · Bondsrepubliek Duitsland · Brazilië · Bulgarije · Canada · Chili · Colombia · Costa Rica · Cuba · Denemarken · Dominicaanse Republiek · Duitse Democratische Republiek · Ecuador · Egypte · Fiji · Filipijnen · Finland · Frankrijk · Griekenland · Groot-Brittannië · Guatemala · Haïti · Honduras · Hongarije · Hongkong · Ierland · IJsland · India · Indonesië · Iran · Israël · Italië · Ivoorkust · Jamaica · Japan · Joegoslavië · Kaaimaneilanden · Kameroen · Koeweit · Libanon · Liechtenstein · Luxemburg · Maleisië · Marokko · Mexico · Monaco · Mongolië · Nederland · Nederlandse Antillen · Nepal · Nicaragua · Nieuw-Zeeland · Noord-Korea · Noorwegen · Oostenrijk · Pakistan · Panama · Papoea-Nieuw-Guinea · Paraguay · Peru · Polen · Portugal · Puerto Rico · Roemenië · San Marino · Saoedi-Arabië · Senegal · Singapore · Sovjet-Unie · Spanje · Suriname · Thailand · Trinidad en Tobago · Tsjecho-Slowakije · Tunesië · Turkije · Uruguay · Venezuela · Verenigde Staten · Zuid-Korea · Zweden · Zwitserland